# Unione Sportiva Sestri Levante 1919
L'Unione Sportiva Sestri Levante 1919, nota anche come Sestri Levante, è una società calcistica italiana con sede nel comune di Sestri Levante, nella città metropolitana di Genova. Milita in Serie D, la quarta divisione divisione del campionato italiano di calcio.  
Fondata nel 1919, vanta come maggior successo della propria storia una partecipazione al campionato italiano di seconda serie, la Prima Divisione 1928-1929, all'epoca articolata su più gironi. Ha altresì preso parte ad alcune edizioni della Serie C, nella quale ha fatto rientro (dopo 74 anni d'assenza) nel 2023. Il resto della storia sociale si è dipanato nelle divisioni dilettantistiche, in particolare la Serie D, della quale il Sestri è la squadra ligure con il maggior numero di partecipazioni a questo campionato dal 1948 in poi.

## Storia

### Dalle origini alla Seconda guerra mondiale
L'Unione Sportiva Sestri Levante è stata fondata sabato 27 dicembre 1919 sulla spiaggia di Portobello, nella Baia del Silenzio, da Guido Capozzi, Ernesto Wissiach, Battista Capello, Achille Perazzo, Federico Bacigalupo, Calisto Panero, Edilio Campi, Silvano Lamoretti, Pietro Gandolfo, Primin Spotti, Augusto Marazzini, Andrea Pieri, Nino Lambruschini, Felice Montepagano, Giacomo Tassano e Giacomo Torricelli e dal poeta Giovanni Descalzo; esattamente un secolo dopo, il 27 settembre 2019, in tale luogo è stata affissa una targa per ricordare l'evento. Come colori per la divisa vennero scelti il rosso e il blue navy, in quanto i diciassette fondatori furono ispirati dalla visione di una piccola nuvola blu presente nel cielo che fu colpita dal rosso del tramonto.
La prima gara disputata dal Sestri Levante fu contro il Rapallo Ruentes e terminò col punteggio di 1-1, rete di Riva per i rossoblù. I primi giocatori a vestire la maglia rossoblù su un terreno di gioco furono Montepagano, Massucco, Parchi I, Canepa, Cervelli, Cafferata, Capello, Riva, Bo, Ertola, Parchi II.
Nel 1922, quando venne rifondato l'ordinamento federale della FIGC, l'Unione partì dalla Terza Divisione, dove rimase per quattro anni.
La risalita iniziò nell'annata 1926-1927, quando il Sestri Levante vinse il campionato ligure partecipando, con successo, agli spareggi per salire di categoria. Dopo aver affrontato compagini come Siena, Empoli e Pontedera, la squadra venne promossa in Seconda Divisione e l'anno dopo salì ancora in Prima Divisione, torneo che al tempo era il secondo livello del calcio italiano. In un girone composto da squadre come, Spezia, Pisa, Savona e Lucchese, l'Unione riuscì sovente ad ottenere positivi risultati. Fu tra l'altro un torneo storico: la squadra rossoblu riuscì a sconfiggere lo Spezia in casa per 2-1 e proprio all'ultima giornata sconfisse il Pisa per 5-0 raggiungendo i pisani in classifica a 28 punti. Fu peraltro in questa stagione che nacque il soprannome di "corsari", da allora associato a giocatori e tifosi: accadde alla tredicesima giornata, allorché i rossoblù riuscirono a sconfiggere il Savona (grande favorito per la vittoria del campionato) per 0-1 con goal di Guido Aycard alla mezz'ora, impresa che i cronisti dell'epoca definirono appunto "corsara", sottolineando la capacità del Sestri Levante di vincere in trasferta praticando un gioco ardito e coraggioso.
L'anno seguente la Prima Divisione fu declassata a terza serie e il Sestri entrò in crisi, riuscendo però a mantenere la categoria. I problemi tuttavia si acuirono nella stagione 1930-1931, spingendo le autorità fasciste ad imporre al Sestri Levante di unirsi con altre tre società cittadine (Pro Sestri, Savoia e Fulgor): nacque così il Segesta Sestri Levante, con colori sociali giallo e rosso.
Nel 1931 le maglie rossoblu tornarono alla luce dopo un solo anno di assenza. La società assunse la denominazione di Associazione Sportiva Sestri Levante 1919, ancora una volta per volontà delle autorità fasciste, che pretesero l'abolizione della parola "Unione", ritenuta troppo evocativa dell'Unione Sovietica.
Nel 1938 il Sestri Levante entrò a far parte del dopolavoro aziendale della Fabbrica Italiana Tubi (la "tubifera"), assumendo quindi la denominazione di Fit Sestri Levante.
Seguirono alcuni anni di alti e bassi, finché nel 1939 il Sestri conquistò il più ambito trofeo locale dell'epoca, la Coppa del Levante.

### Il dopoguerra e gli anni cinquanta
Passati gli anni della Seconda guerra mondiale, nel 1945 in Liguria venne varato un campionato regionale a cui prese parte anche il Sestri Levante. Con la caduta del fascismo, la società rossoblu tornò a chiamarsi Unione Sportiva Sestri Levante 1919.
Dopo un sesto e un ottavo posto in classifica, nel 1948 la squadra ritornò in Serie C Nazionale dopo un testa a testa con la Sestrese di Sestri Ponente. Le due squadre finirono alla pari in classifica, cosicché il 13 giugno 1948 si dovette disputare uno spareggio, allo stadio "Umberto Macera" di Rapallo. La gara venne vinta 2-1 dai corsari.
Il campionato di Serie C iniziò positivamente, ma, alla lunga, i rossoblu scivolarono indietro e retrocedettero in Promozione.
Nel 1951 il Sestri ottenne un quinto posto, seguito da un sesto posto nella stagione successiva. Questo fu l'ultimo campionato prima della grande riforma delle categorie fatta dalla FIGC al termine della stagione 1951-1952. Per quel campionato, le prime quattro squadre classificate avrebbero di diritto partecipato alla nuova IV Serie; il Sestri si classificò terzo dietro a Novese e Vogherese e venne promosso.
L'anno dopo in IV Serie la squadra sfiorò il ritorno in Serie C, classificandosi seconda ad un passo dalla Carrarese. Il torneo di IV Serie ebbe un piccolo prosieguo per la disputa della Coppa Meyer tra le formazioni liguri che avevano terminato a pari punti il campionato. Il 10 maggio 1953 a Chiavari il Sestri Levante sconfisse il Rapallo Ruentes 3-1 e nella successiva gara sconfisse la Rivarolese 2-0, laureandosi campione ligure di IV Serie. L'anno dopo retrocedette in Promozione. Ottenne subito un ottavo posto, seguito l'anno successivo da un secondo posto.
Nella stagione 1956-1957 il club vinse il campionato di Promozione. Seguirono poi due buoni campionati in IV Serie dove la squadra si classificò rispettivamente al sesto e al quarto posto.

### Gli anni sessanta
Nella stagione 1959-1960 la IV Serie diventò Serie D. Nelle prime tre stagioni del decennio il Sestri, guidato da Alfonso Borra, raggiunse posizioni di metà classifica. Nel 1961-1962 la squadra partì male ma riuscì a risalire nel girone di ritorno.
Dopo un settimo posto nel 1962-1963, la stagione successiva il club (guidato da Aldo Zucchero e poi da Ambroretti) si salvò soltanto grazie ad uno spareggio a tre al termine della stagione. Tuttavia la retrocessione venne rimandata di un solo anno: l'ultimo posto nel 1964-1965 li condannò alla discesa in Promozione.
Guidati da Gianni Odone, ex giocatore del Genoa, vinsero subito con 41 punti il torneo di Promozione, davanti alla Sammargheritese, risalendo in D. Alla guida della squadra arrivò Sergio Curletto e il 1967-1968 vide l'Unione piazzarsi undicesima. Seguì un'altra retrocessione in Promozione, dove la squadra rimase due anni prima del nuovo ritorno in Serie D.

### Gli anni settanta
Nel campionato 1971-1972 il Sestri si classificò all'undicesimo posto nel solito girone ligure-piemontese. L'anno successivo vennero trasferiti nel girone ligure-toscano, composto di squadre come Siena, Grosseto e Pistoiese. Con 11 vittorie, 9 pareggi e 14 sconfitte, 34 goal fatti e 37 subiti, i "corsari" riuscirono a conseguire la salvezza.
Nella stagione 1973-1974 la squadra levantina ottenne il quarto posto nel girone dietro a Casale, Albese ed Imperia. Nei campionati 1974-1975 e 1975-1976 il club si piazzò rispettivamente al nono e all'undicesimo posto.
La stagione 1976-1977 fu positiva, con un quinto posto finale. Gli anni seguenti, nonostante la cessione di alcuni giocatori e il ringiovanimento della rosa, i rossoblù ottennero altri piazzamenti di metà classifica, come il settimo posto nel 1977-1978 e il decimo del 1978-1979.

### Gli anni ottanta
Nel 1981 la squadra venne inserita nuovamente nel girone ligure-toscano del Campionato interregionale, la ex Serie D. La stagione 1981-1982 si chiuse con un altro piazzamento di metà classifica, nono posto.
Al termine della stagione 1982-1983, dopo 12 anni in D, arrivò per i rossoblù la prima storica retrocessione in Promozione, il torneo di sesta divisione.
Il 15 maggio 1983, ultima giornata di campionato, la squadra levantina affrontava in casa la già retrocessa Sangiovannese, mentre i diretti concorrenti per la salvezza, il Rapallo San Desiderio, giocavano in trasferta contro il Ponsacco. Al Sestri Levante sarebbe bastato anche un pareggio, invece arrivò la sconfitta per 2-3 (rete decisiva di Bicchioni all'86' per i toscani); contemporaneamente la squadra rapallese andò a vincere a Ponsacco; la classifica finale vide dunque il Rapallo San Desiderio salire a 26 punti, seguito dal Sansovino a 25, dal Sestri Levante a 24 e dalla Sangiovannese a 18 punti. Le ultime due squadre retrocedevano.
Seguirono altre sei stagioni in Promozione, al termine delle quali il Sestri retrocesse ancora, finendo nella settima divisione, la Prima Categoria. Riguadagnò comunque l'accesso alla Promozione già al termine del campionato 1989-1990, dopo solo un anno.

### Gli anni novanta
Dopo aver vinto il torneo di Prima Categoria, la squadra, tornata in Promozione, cercò di sfruttare l'occasione di rientrare tra le prime otto classificate di quel torneo, che sarebbero state promosse in seguito alla creazione del nuovo campionato di Eccellenza. Giunsero sesti ed entrarono in Eccellenza.
La neonata Eccellenza 1991-1992 vide il Sestri ottenere un altro buon sesto posto. L'anno dopo raggiunsero il quinto posto. Nella stagione 1993-1994 i rossoblù, dopo un buon campionato, persero terreno proprio nelle ultime giornate, sconfitti dai diretti rivali dell'Imperia e del Finale Ligure, non riuscendo a centrare la promozione in Serie D.
Nel 1994 viene chiamato in panchina Alberto Mariani. Il girone di andata del torneo 1994-1995 venne concluso tra le prime posizioni, però poi un girone di ritorno negativo fece scendere il club in zona retrocessione. Si rese necessario uno spareggio salvezza disputato a Rossiglione contro la Loanesi: la partita venne vinta dagli avversari, cosicché il Sestri dovette retrocedere in Promozione.
L'anno successivo, riconfermato l'allenatore Mariani, il club levantino vinse il suo girone di Promozione risalendo immediatamente in Eccellenza, dove, nel 1996-1997, conseguirà il quarto posto.
Nella campionato 1997-1998 la squadra ottenne un quinto posto finale, sempre sotto la guida di Alberto Mariani. Questa stagione viene ricordata tuttavia per l'incidente che coinvolse il pullman rossoblu. In viaggio alla volta di Ventimiglia per disputare l'incontro di campionato contro la squadra locale, il pullman si ribaltò, fortunatamente senza causare vittime ma solo feriti.
Nel 1998 la società viene ceduta dal presidente Antonio Muzio, e rilevata da Sergio Gaburri. La sua prima stagione alla guida del club, la 1998-1999, andò in archivio con una salvezza raggiunta nelle ultime giornate. Per la stagione successiva i giocatori più rappresentativi vengono ceduti, e la dirigenza sceglie di puntare sui giovani. Nuovo allenatore diventa Giorgio Fossa, ex calciatore "corsaro" degli anni sessanta e settanta.
Dopo un girone di andata abbastanza negativo e un girone di ritorno un po' migliore, reso tuttavia difficoltoso da una penalizzazione di 6 punti, i levantini si trovarono a disputare allo stadio Macera di Rapallo lo spareggio salvezza contro il Baiardo. La partita, chiusasi a reti inviolate sia dopo i 90 minuti regolamentari che dopo i supplementari, dovette essere decisa ai calci di rigore: la serie si concluse 7-6 per il Baiardo, punteggio che condannò il Sestri alla retrocessione in Promozione.

### Gli anni duemila
Mario Arioni venne a ricoprire la carica di presidente, subentrando nel corso del campionato di Promozione 2000-2001 a Sergio Gaburri. I primi tre acquisti furono Alessandro Puppo, Fabio Ghiorzo e Giuseppe Carillo.
L'obiettivo era quello di riportare la società in Serie D: la squadra, guidata in panchina da Luca Bacherotti, perse l'occasione di essere promossa in Eccellenza solo nelle ultime gare in campionato. L'Eccellenza venne raggiunta l'anno dopo sotto la guida del nuovo allenatore Zizzi Stagnaro. A concludere la positiva annata ci fu la conquista della Coppa Italia di Eccellenza-Promozione della Liguria il 21 maggio 2002 allo stadio Luigi Ferraris di Genova, battendo il Finale Ligure 1-0.
L'anno dopo in Eccellenza l'obiettivo di vincere il campionato venne mancato per poco, visto che il club giunse secondo in classifica dopo lo spareggio contro il Pontedecimo, e negli spareggi interregionali venne superato dai friulani del Pozzuolo (1-1 all'andata in Friuli, 1-3 a Sestri Levante).
Il 2003-2004 fu una stagione di transizione, mentre il campionato successivo, il 2004-2005 la squadra puntò alla Serie D. A ricoprire il ruolo di allenatore venne chiamato Claudio Bottaro, ex calciatore del Sestri Levante negli anni settanta-ottanta. L'8 maggio 2005 il club rossoblù vinse 1-0 nell'ultima giornata contro la Golfodianese, guadagnando così l'accesso alla Serie D dopo un duello contro la Sestrese, giunta seconda in classifica.
L'anno dopo, in Serie D, come coach venne ingaggiato Costanzo Celestini, ex giocatore del Napoli negli anni ottanta. L'Unione venne inserita nel girone E con squadre toscane, umbre e liguri.
La squadra si laurea campione d'inverno, ma la risalita in Serie C viene solo sfiorata, visto il negativo andamento nel girone di ritorno. Per la stagione 2006-2007 il presidente Arioni affida il Sestri nelle mani di Salvatore Mango, poi sostituito da Sergio Ghilino, in seguito da Flavio Ferraro e infine da Giovannino Casaretto. Quest'ultimo riesce a evitare la retrocessione della squadra grazie al doppio confronto dei play out contro il Saluzzo: all'andata vittoria dei piemontesi per 2-1, mentre il ritorno al Sivori si conclude con lo stesso risultato dell'andata, ma a favore del Sestri che può così conservare la categoria grazia al miglior piazzamento in campionato rispetto agli avversari.
L'anno dopo il Sestri torna ad essere incluso nel girone A con squadre titolate come Alessandria, Casale e Vado.
Per la stagione 2007-2008 il presidente, confermato in panchina Giovannino Casaretto, decide di affidare il ruolo di direttore sportivo a Eugenio Bersellini, ex tecnico di Inter, Sampdoria e Torino. Il Sestri viene inserito nuovamente nel girone A assieme a undici squadre piemontesi e a sette liguri. Anche in questa stagione la partenza della squadra è negativa: l'allenatore Casaretto viene esonerato e sostituito con Adriano Buffoni; vengono anche acquistati alcuni giocatori ex professionisti come Paolo Annoni e Daniele Bellotto. La salvezza matematica viene raggiunta all'ultima giornata, cosicché la squadra non deve disputare i playout.
Nella stagione 2008-2009 il Sestri Levante conclude al quattordicesimo posto in campionato e viene sconfitta nei play-out dalla Sestrese, retrocedendo, dopo quattro stagioni consecutive in Serie D, in Eccellenza, dove concluderà la sua prima stagione al 3º posto in classifica e raggiungendo la finale di Coppa Italia regionale giocata a Vado Ligure e persa 2-0 contro la Sanremese.

### Gli anni duemiladieci
All'inizio della stagione 2010-2011 la squadra ingaggia come allenatore il brasiliano Juary. Nella stagione 2011-2012, al termine di una stagione trionfale che lo ha visto in testa alla classifica sin dalla prima giornata, il Sestri vince il campionato dell'Eccellenza e ritorna per l'ennesima volta in Serie D, con 5 giornate di anticipo. Nel marzo del 2013 Juary si dimette e gli subentra Fabio Fossati, che non solo salva il Sestri Levante dalla retrocessione, ma lo conduce all'ottavo posto in classifica.
Nel 2013-2014 la squadra si salva ai play-out vincendo lo scontro diretto contro l'Albese fuori casa per 1-3 dopo i tempi supplementari.
Il 20 giugno 2014 la società passa a Stefano Risaliti, ex patron della Caperanese, dopo 14 anni di presidenza Arioni.
Nella stagione 2014/15, con mister Francesco Baldini, la squadra rossoblu si laurea miglior difesa del girone A. Conclude la stagione al secondo posto con 78 punti, a una sola lunghezza dalla capolista Cuneo. Sulla scia delle 15 vittorie consecutive e delle 23 partite senza sconfitta, il Sestri il 14 giugno 2015 vince i play-off nazionali a Foligno contro il Monopoli grazie ai gol di Marco Firenze (5 reti nei 4 incontri) diventando la prima squadra ripescabile in Lega Pro in caso di mancata iscrizione d'altre società. Ma nonostante tutto la squadra decide di rinunciare alla Lega Pro, preferendo rimanere in serie D, e al suo posto viene ripescato proprio il Monopoli.
La stagione 2015/2016, con in panchina l'argentino Diego Gabriel Raimondi, si conclude con un più che onorevole 7º posto in campionato.
Dopo otto giornate della stagione 2016/17, viene esonerato il tecnico Luca Salvalaggio. Al suo posto Andrea Dagnino, ex allenatore della Lavagnese per sette stagioni.
Dopo sette giornate della stagione 2017/18 viene esonerato Christian Amoroso. Al suo posto viene promosso il vice Antonio Dell'Atti e come l’anno prima la squadra si piazza dodicesima.
Il 5 giugno 2018 fa ritorno sulla panchina del Sestri Costanzo Celestini. Nella stagione 2018-2019 il Sestri si gioca i playout per la permanenza in Serie D contro l’Arconatese, la partita terminerà 0-2 per i lombardi, determinando così la retrocessione dei liguri in Eccellenza. Il 23 maggio 2019 al posto di Celestini arriva l'ex Entella Alberto Ruvo, vincitore del campionato di Promozione Toscana con la Pontremolese.

### Gli anni duemilaventi
Ruvo rimane sulla panchina rossoblu per due stagioni, riportando la squadra in Serie D nella stagione 2019-2020 ed ottenendo la vittoria nella fase regionale di Coppa Italia Dilettanti.
Nella stagione 2021-2022 alla guida dei corsari viene chiamato Vincenzo Cammaroto il quale viene esonerato a dicembre e dove viene sostituito da Fabio Fossati che termina al decimo posto.
Nella stagione 2022-2023 la società corsara pesca dal proprio settore giovanile la nuova guida per la prima squadra: Enrico Barilari, ex tecnico della Juniores Nazionale, con il quale l'anno prima era riuscito con quattro giornate in anticipo a vincere il torneo. La scelta si rivela azzeccata: a fine girone d’andata il Sestri è in vetta alla classifica del girone A con 49 punti, 14 in più della Sanremese, seconda in classifica. Il 2 aprile 2023, alla trentatreesima giornata, battendo per 2-0 il Vado, la squadra corsara raggiunge gli 81 punti in classifica (battendo il precedente record, risalente alla stagione 2014-2015);  nel turno successivo, grazie alla vittoria per 3-1 in casa del Gozzano, il Sestri Levante vince il proprio girone con quattro giornate d'anticipo, garantendosi così il ritorno in Serie C a 74 anni dall'ultima apparizione. Il 7 maggio 2023 il campionato termina con la vittoria per 4-2 allo Stadio Giuseppe Sivori contro il Borgosesia Calcio; i rossoblù raggiungono i 94 punti in classifica, 20 in più della Sanremese e del Bra, frutto di 30 vittorie, 4 sconfitte, 4 pareggi, 77 goal fatti (miglior attacco del girone) e 29 goal subiti (miglior difesa del girone). L'attaccante Facundo Marquez, con i suoi 23 goal, è il miglior marcatore di tutti i gironi di Serie D. La stagione termina l’11 giugno con la vittoria anche dello scudetto di Serie D, grazie alla vittoria contro il Sorrento per 3-1 nella finalissima giocata allo stadio comunale di Piancastagnaio.
Nella stagione 2023-2024 la società riconferma lo staff tecnico capeggiato dal tecnico Barilari e dal preparatore atletico Nicolò Galelli, aggiungendovi Rodrigue Boisfer come vice allenatore, Maurizio Rollandi come allenatore dei portieri e Lorenzo Vario come fisioterapista. I corsari vengono inseriti nel girone B di Serie C, insieme a squadre blasonate come S.P.A.L., Cesena, Pescara e Virtus Entella: in tal modo dopo più di dieci anni torna a disputarsi lo storico derby del Tigullio. Confermando quasi in blocco la squadra vittoriosa in Serie D, i rossoblù, sebbene indicati tra le formazioni più deboli del girone (avendo il monte ingaggi più basso del raggruppamento e dovendo giocare tutte le gare casalinghe in campo neutro - a Carrara e poi a Vercelli - per il ritardo nell'avvio della ristrutturazione dello stadio Sivori) e trascorrendo tutto il campionato nella parte bassa della classifica, riescono infine a ottenere la salvezza diretta con una giornata d'anticipo sulla fine della stagione regolare. Al termine del campionato, Barilari lascia la guida tecnica della prima squadra e al suo posto viene scelto Andrea Scotto, allenatore dell’Under-16 della Virtus Entella ed ex giocatore dei rossoblu tra il 1992 e il 1998.
Dopo aver giocato lontano dal Sivori per tutta la stagione 2023-2024, nell’estate del 2024 vengono effettuati i lavori di adeguamento necessari per ottenere l’idoneità. A dicembre mister Scotto viene esonerato con la squadra al penultimo posto in classifica. Il successore Diego Longo non riesce a fare di meglio e il 3 marzo, con la squadra finita all’ultimo posto, viene richiamato Alberto Ruvo, il tecnico della promozione in Serie D, che riesce ad evitare la retrocessione diretta per soli due punti a discapito del Legnago. Ai playout i corsari incontrano la Lucchese: la vittoria interna per 2-1 all'andata viene vanificata dalla sconfitta per 1-0 al ritorno in Toscana, in quanto a parità di goal prevale la squadra meglio piazzata in classifica; il Sestri Levante, pertanto, retrocede in Serie D dopo due stagioni consecutive in terza serie.

## Colori e simboli

### Colori
I colori sociali rosso e blu, secondo quanto tramandato dal club, furono ispirati ai soci fondatori dalla visione, nel cielo della baia del Silenzio, di una piccola nuvola bluastra illuminata di rosso dalla luce del tramonto. Da tradizione, la maglia interna è partita verticalmente nei due colori, sebbene talora siano attestate anche divise palate. La maglia esterna è di solito bianca con finiture rosse e blu (ricorrono gli elementi della sbarra diagonale o della fascia orizzontale), mentre le terze divise, laddove previste, giostrano su colori quali il nero, il grigio e il giallo.

### Simboli ufficiali

#### Stemma
Lo stemma storico del club è uno scudetto partito di rosso e di blu, recante superiormente la ragione sociale e in punta l'anno di fondazione, a caratteri stampatelli bianchi o aurei. Al centro, in origine, campeggiava il disegno di un pallone da calcio; col tempo, a seguito del consolidarsi del soprannome "corsari", tale elemento è stato sostituito da una testa di moro attortigliata in fronte, che rappresenta appunto la figura del corsaro. Di tale emblema è attestata una variante nella quale lo scudetto diventa bianco, la testa di moro è diversamente orientata e i colori sociali sono rappresentati da una banda diagonale.

#### Inno
L'inno ufficiale è Sestri Levante alè, scritto e interpretato nel 2014 da Nicola Rollando e I Nuovi Disertori.

## Strutture

### Stadio
Il Sestri Levante disputa le sue partite casalinghe allo stadio Giuseppe Sivori, nel quartiere di Pila.
Nella stagione 2023-2024, essendo lo stadio interessato da cospicui lavori per l'adeguamento al professionismo, i "corsari" hanno dovuto usufruire di campi interni neutri fuori regione, spostando le gare dapprima allo stadio dei Marmi di Carrara, poi allo stadio Silvio Piola di Vercelli. 
Dall'estate 2024, previa esecuzione dell'intervento (per un costo di poco meno di 3 milioni di euro), il "Sivori" ha riaperto le porte alle gare casalinghe dei rossoblù.

## Società

### Sponsor
| Cronologia degli sponsor tecnici - 1919-1980 non presente - 1980-1982 AM Sport - 1982-1985 Mauri Sport - 1991-1998 Erreà - 2001-2004 Erreà - 2002-2004 Hummel (seconda maglia) - 2004-2005 Macron - 2005-2007 Sportika - 2007-2008 Erreà - 2008-2009 Macron - 2009-2014 Sportika - 2013-2014 Givova (seconda maglia) - 2014-2017 Asics - 2017-2022 Sportika - 2022 - Adidas |

## Allenatori e presidenti
- Giorgio Canale
- Mario Chiominato
- Aldo Zucchero
- Vittorio Bergamo
- Maurilio Prini
- Umberto Zanolla
- Cesare Bossi
- Alfonso Borra
- Gian Battista Odone
- Fosco Becattini
- Angelo Bacherotti
- Manlio Bacigalupo
- Bruno Baveni
- Mario Genta
- Elvio Fontana
- Gianni Comini
- Sergio Curletto
- Mario Tortul
- Gianni Comini
- Mirco Stagnaro
- Raffaele Bertucca
- Raimondo Conversi
- Sandro Roncone
- Claudio Agnetti
- Pietro "Peo" Montanari
- Roberto Derlin
- Franco Castelletti
- Enzo Maglioni
- Franco Caffaratti
- Alberto Mariani
- Giorgio Fossa
- Bruno Palomba
- Vittorio Brogi
- Luca Bacherotti
- Luigi "Zizzi" Stagnaro
- Vincenzo Zoli
- Antonio Di Pace
- Claudio "William" Bottaro
- Costanzo Celestini
- Salvatore Mango
- Sergio Ghilino
- Flavio Ferraro
- Giovanni Casaretto
- Adriano Buffoni
- Angelo Seghezza
- Manuel Montali
- Juary
- Riki Di Bin
- Fabio Fossati
- Francesco Baldini
- Diego Gabriel Raimondi
- Luca Salvalaggio
- Andrea Dagnino
- Christian Amoroso
- Antonio Dell’Atti
- Costanzo Celestini
- Alberto Ruvo
- Vincenzo Cammaroto
- Fabio Fossati
- Enrico Barilari
- Andrea Scotto
- Diego Longo
- Alberto Ruvo

- 1919-1927  Guido Capozzi
- 1927-1929  Luigi Gazzano
- 1932-1938  Calisto Panero
- 1938-1943  Marco Cappelli
- 1945-1946  Giulio Cesare Preve
- 1946-1948  Emilio Parodi
- 1948-1949  Pietro Caironi
- 1949-1951  Attilio Corte
- 1951-1953  Pietro Caironi
- 1953-1954  Alberto Del Felice
- 1954-1958  Ugo Signorini
- 1958-1959  Vittorio Firenze
- 1959-1960  Franco Repetto
- 1960-1961  De Martini, Castagnola, Perazzo, Noceti, Becattini, Garibotto, Ricotti e Giannini
- 1961-1962  Vittoria Giarda
- 1962-1963  Primo Fava
- 1963  Vittorio Giarda
- 1963-1964  Primo Fava
- 1964-1965  Gian Marco Piaggio
- 1965-1967  Gino Delucchi
- 1967-1968  Mariano Marcellino
- 1968-1969  Franco Muzio
- 1969-1972  Vittorio Maggi
- 1972-1977  Giuseppe Pezzi
- 1977-1978  Franco Dezza
- 1978-1981  Attilio Garbini
- 1981-1984  Giuseppe Pezzi
- 1984-1987  Vittorio Lavaggi
- 1987-1993  Antonio Muzio
- 1993-1995  Giorgio Mazzini
- 1995-1998  Antonio Muzio
- 1998-2000  Sergio Gaburri
- 2000-2014  Mario Arioni
- 2014-  Stefano Risaliti

## Palmarès

### Competizioni nazionali
- Scudetto Serie D: 1

2022-2023

### Competizioni interregionali
- Serie C: 1

1947-1948 (girone B)
- Serie D: 1

2022-2023 (girone A)

### Competizioni regionali
- Eccellenza: 2

2004-2005, 2011-2012
- Promozione: 4

1956-1957 (girone B), 1970-1971, 1995-1996, 2001-2002 (girone B)
- Campionato italiano di terza divisione: 1

1926-1927
- Coppa Italia Dilettanti Liguria: 2

2001-2002, 2019-2020

### Altri piazzamenti
- Serie D:

Secondo posto: 2014-2015 (girone A)
- IV Serie:

Secondo posto: 1952-1953 (girone D)
- Eccellenza:

Secondo posto: 2002-2003, 2019-2020
Terzo posto: 2009-2010
- Promozione:

Terzo posto: 1984-1985 (girone B)
- Coppa Italia Dilettanti Liguria:

Finalista: 2003-2004, 2009-2010, 2011-2012

## Statistiche e record

### Partecipazione ai campionati
| Livello | Categoria                 | Partecipazioni | Debutto   | Ultima stagione | Totale |
| ------- | ------------------------- | -------------- | --------- | --------------- | ------ |
| 2º      | Prima Divisione           | 1              | 1928-1929 | 1928-1929       | 1      |
| 3º      | Seconda Divisione         | 1              | 1927-1928 | 1927-1928       | 7      |
| 3º      | Prima Divisione           | 1              | 1929-1930 | 1929-1930       | 7      |
| 3º      | Serie C                   | 5              | 1946-1947 | 2024-2025       | 7      |
| 4º      | Promozione                | 3              | 1949-1950 | 1951-1952       | 32     |
| 4º      | IV Serie                  | 2              | 1952-1953 | 1953-1954       | 32     |
| 4º      | Campionato Interregionale | 2              | 1957-1958 | 1958-1959       | 32     |
| 4º      | Serie D                   | 25             | 1959-1960 | 2025-2026       | 32     |
| 5º      | Serie D                   | 9              | 1978-1979 | 2013-2014       | 11     |
| 5º      | Campionato Interregionale | 2              | 1981-1982 | 1982-1983       | 11     |

Campionati regionali
| Livello | Categoria         | Partecipazioni | Debutto   | Ultima stagione | Totale |
| ------- | ----------------- | -------------- | --------- | --------------- | ------ |
| 1°      | Promozione        | 13             | 1921-1922 | 1990-1991       | 43     |
| 1°      | Terza Divisione   | 4              | 1923-1924 | 1926-1927       | 43     |
| 1°      | Seconda Divisione | 4              | 1930-1931 | 1934-1935       | 43     |
| 1°      | Prima Divisione   | 6              | 1938-1939 | 1945-1946       | 43     |
| 1°      | Prima Categoria   | 1              | 1965-1966 | 1965-1966       | 43     |
| 1°      | Eccellenza        | 15             | 1991-1992 | 2019-2020       | 43     |
| 2°      | Terza Categoria   | 2              | 1919-1920 | 1920-1921       | 7      |
| 2°      | Quarta Divisione  | 1              | 1922-1923 | 1922-1923       | 7      |
| 2°      | Prima Categoria   | 1              | 1989-1990 | 1989-1990       | 7      |
| 2°      | Promozione        | 3              | 1995-1996 | 2001-2002       | 7      |

## Tifoseria

### Storia
Il tifo organizzato "corsaro" ebbe origine a metà anni settanta con un gruppo denominato semplicemente Ultras e successivamente con i Boys S.A.R.
A metà anni '90 subentrarono gli Ultras Unione 1995, in occasione dello spareggio salvezza contro la Loanesi disputato a Rossiglione. Il gruppo si sciolse il 1º novembre 2007, riorganizzandosi sotto il nome Gradinata Augusto Gori, in memoria di un compianto tifoso corsaro. La gradinata si articola nei collettivi Gruppo Piesse 2018, nato dalla fusione degli ex Scalmanati e Porno 02, Quinto Gradone, Fedelissimi Rossoblu 1995, Gruppo Migliori e Fedayn.

### Gemellaggi e rivalità
Derby del Tigullio
Lo storico Derby del Tigullio, contro i biancocelesti della Virtus Entella, è l'incontro più sentito dai calciatori e dai tifosi del Sestri Levante.
Per importanza in Liguria questo derby è dietro solo al derby di Genova tra Genoa e Sampdoria e a quello tra Sanremese ed Imperia, mentre è il secondo nella Provincia di Genova, preceduto ovviamente dal "derby della Lanterna".
|                                               | Gare | Vittorie Sestri Levante | Pareggi | Vittorie Virtus Entella | Gol Sestri Levante | Gol Virtus Entella |
| Serie C                                       | 6    | 3                       | 2       | 1                       | 4                  | 1                  |
| Promozione/Interregionale/Serie D             | 38   | 12                      | 12      | 14                      | 31                 | 37                 |
| Promozione/Eccellenza (I livello reg.)        | 22   | 7                       | 9       | 6                       | 27                 | 23                 |
| Seconda Divisione (1927-1928)                 | 2    | 2                       | 0       | 0                       | 5                  | 2                  |
| Terza Divisione/Seconda Divisione (1923-1933) | 14   | 4                       | 2       | 8                       | 12                 | 26                 |
| Prima Divisione (1945-1946)                   | 2    | 1                       | 0       | 1                       | 3                  | 3                  |
| Totale campionato                             | 84   | 29                      | 25      | 30                      | 82                 | 92                 |
| Coppa Italia Serie D                          | 2    | 1                       | 1       | 0                       | 2                  | 1                  |
| Coppa Italia Dilettanti                       | 4    | 1                       | 0       | 3                       | 3                  | 6                  |
| Totale Coppa Italia                           | 6    | 2                       | 1       | 3                       | 5                  | 7                  |
| Totale gare ufficiali                         | 90   | 31                      | 26      | 33                      | 87                 | 99                 |

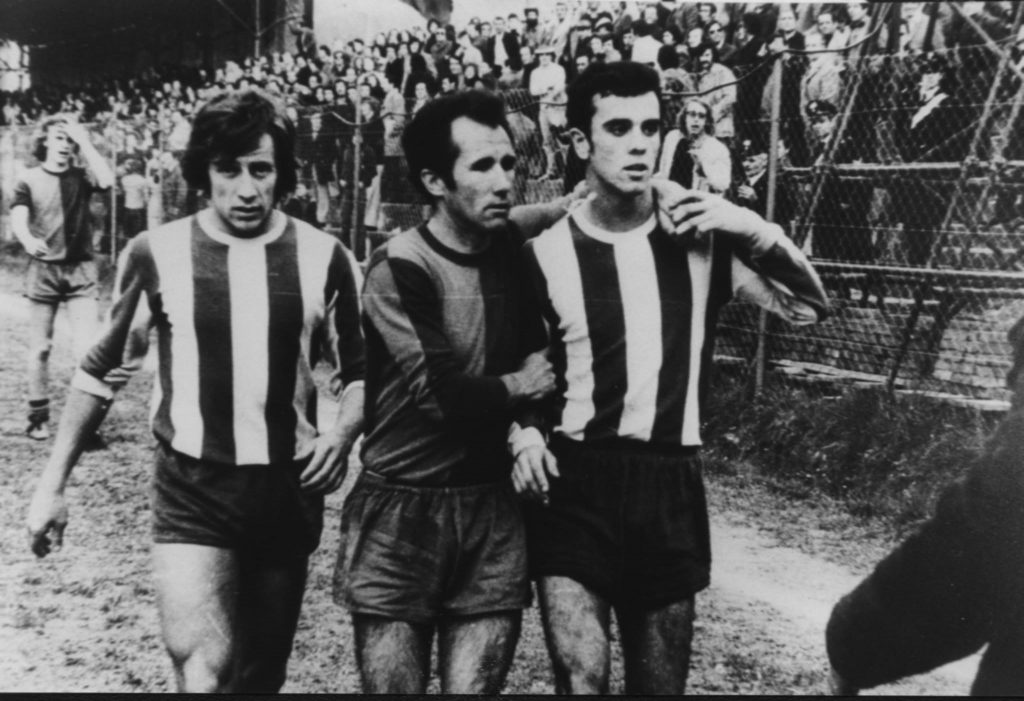
9 marzo 1974: al termine del Derby del Tigullio i calciatori dell' Emanuele De Barbieri e Luigi Stagnaro lasciano il campo, quest'ultimo accompagnato da Giovanni Carniglia del Sestri Levante.

Nella riviera del Levante ligure è la partita per antonomasia, che rispecchia una rivalità storica e accesissima tra Sestri Levante e Chiavari: la prima è una città operaia politicamente "rossa" e vicina al Partito Comunista Italiano, dove spiccavano le fabbriche della Fincantieri, della Fit e dell'Arinox, la seconda, invece, politicamente "bianca", roccaforte della Democrazia Cristiana, sede vescovile, città dedita al terziario e sede di molte banche, tra cui, ovviamente, il Banco di Chiavari e della Riviera Ligure. Il primo derby disputato tra corsari e biancocelesti fu nella stagione 1923-24, mentre l'ultimo nel 2023-24.
L'incontro è molto sentito dalle due tifoserie, ad esempio il 9 dicembre 1945, al termine del derby contro l'Entella (terminato con la vittoria dei chiavaresi), i tifosi sestrini assediarono gli spogliatoi, costringendo per più di due ore i giocatori biancocelesti al loro interno; per risolvere l'episodio dovette intervenire la polizia, e servì una lettera di scuse dell'allora presidente della società rossoblu, Giulio Cesare Preve, per placare gli animi.
Gli incontri con Rapallo Ruentes, Sammargheritese e Lavagnese non sono mai stati considerati come tali.
Sono considerate rivali anche le tifoserie della Sanremese e dell'Imperia.
La stracittadina di Sestri Levante
La stracittadina di Sestri Levante è l'incontro che vede contrapposte le due società calcistiche della città, ovvero il Sestri Levante e il Rivasamba, società nata nel 1994 dalla fusione di Riva Trigoso, San Bartolomeo e Pro Sestri. Tuttavia le possibilità di incontro in campionato sono sempre state limitate, trovandosi quasi sempre la compagine "corsara" in categorie superiori rispetto a quella "calafata".

## Organico

### Rosa 2024-2025
Aggiornata al 3 febbraio 2025
| N. |                      | Ruolo | Calciatore                   |
| -- | -------------------- | ----- | ---------------------------- |
| 1  | Italia (bandiera)    | P     | Joyce Francesco Anacoura     |
| 3  | Italia (bandiera)    | D     | Cristiano Furno              |
| 4  | Italia (bandiera)    | D     | Massimiliano Pane (capitano) |
| 6  | Argentina (bandiera) | C     | Juan Ignacio Brunet          |
| 7  | Bulgaria (bandiera)  | A     | Mert Durmush                 |
| 8  | Italia (bandiera)    | C     | Francesco Conti              |
| 11 | Italia (bandiera)    | A     | Francesco De Felice          |
| 12 | Italia (bandiera)    | P     | Francesco Sias               |
| 13 | Italia (bandiera)    | D     | Riccardo Santovito           |
| 14 | Italia (bandiera)    | C     | Edoardo Oneto                |
| 18 | Italia (bandiera)    | C     | Manuel Rosetti               |
| 19 | Italia (bandiera)    | A     | Andrea Pavanello             |
| 21 | Italia (bandiera)    | A     | Alessandro Piu               |
| 23 | Italia (bandiera)    | D     | Omar Nenci                   |
| 25 | Italia (bandiera)    | C     | Francesco Nunziatini         |
| 27 | Italia (bandiera)    | D     | Lorenzo Podda                |

| N. |                      | Ruolo | Calciatore               |
| -- | -------------------- | ----- | ------------------------ |
| 30 | Italia (bandiera)    | C     | Diego Sgambelluri        |
| 33 | Italia (bandiera)    | C     | Riccardo Calloni         |
| 37 | Italia (bandiera)    | C     | Giuseppe Brugognone      |
| 43 | Italia (bandiera)    | D     | Matteo Montebrugnoli     |
| 53 | Italia (bandiera)    | D     | Tommaso Pittino          |
| 77 | Italia (bandiera)    | D     | Tommaso Raineri          |
| 95 | Italia (bandiera)    | D     | Andrea Primasso          |
| 22 | Italia (bandiera)    | P     | Eugenio Fusco            |
| 86 | Italia (bandiera)    | C     | Silvano Raggio Garibaldi |
|    | Italia (bandiera)    | C     | Francesco Giorno         |
|    | Argentina (bandiera) | D     | Nahuel Valentini         |
|    | Svizzera (bandiera)  | C     | Matteo Fedele            |
|    | Italia (bandiera)    | P     | Johan Elia Guadagno      |
|    | Italia (bandiera)    | A     | Martino Cominetti        |
|    | Italia (bandiera)    | A     | Riccardo Di Giorgio      |

### Staff tecnico[17]
| Alberto Ruvo         | Allenatore              |
| Roberto Russo        | Allenatore in seconda   |
| Francesco Rizzo      | Preparatore atletico    |
| Gian Marco Casaretto | Allenatore dei portieri |
| Dariusz Weres        | Massaggiatore           |